# Conflitos Luso-Guzerates
Os conflitos Luso-Guzerates foram os confrontos armados entre o Império Português e o Sultanato do Guzerate ou Reino de Cambaia, na Índia, que ocorreram de 1508 até o Guzerate ser anexado pelo Império Mogor em 1573.

## Contexto
Quando em 1498 Vasco da Gama chegou à Índia, o Sultanato do Guzerate era uma das principais potências comerciais e marítimas da Índia e do Oceano Índico. A região exportava têxteis de elevada qualidade, anil, açúcar e outras mercadorias muito procuradas na Ásia e na Europa. A geografia do centro e do sul do Guzerate era particularmente adequada para a produção de culturas comerciais valiosas como o algodão e anil.
Grande número de mercadores guzerates espalharam-se pelo Oceano Índico e formavam comunidades mercantis influentes. Muitos viviam na África oriental, em Melinde, mas também em Mombaça, hostil aos portugueses. Na península da Malásia, foi a influência das poderosas elites mercantis guzerates em Malaca, que fez com que o seu sultão, Mamude de Malaca, se virasse contra os portugueses quando estes chegaram a esta cidade em 1509. Malaca era o principal centro comercial guzerate no exterior, 1.000 comerciantes estabeleceram-se na cidade no século XV e cerca de 4.000 para 5.000 visitavam a cidade anualmente para comerciar. Os portugueses compararam-nos aos venezianos e aos genoveses devido à sua habilidade no comércio e na navegação.
Portugal procurou participar no comércio do Oceano Índico e entrou em conflito com os guzerates pela primeira vez quando o governador guzerate de Diu Malik Ayyaz juntou-se a uma coligação com os mamelucos do Cairo e o Samorim de Calecute para expulsar os portugueses da Índia, em 1508.

## Primeiros confrontos

### Batalha de Chaul, 1508
A batalha de Chaul foi um encontro naval entre uma frota portuguesa comandada por D. Lourenço de Almeida e as frotas coligadas de mamelucos e guzerates que teve lugar no porto de Chaul, na Índia. A batalha saldou-se por uma vitória muçulmana. Foi a primeira derrota sofrida pelos portugueses no mar no Oceano Índico.

### Batalha de Diu, 1509
Depois da batalha de Chaul em 1508, uma coligação de mamelucos, guzerates e malabares de Calecute reuniram os seus navios em Diu para depois partirem juntos contra os portugueses e expulsarem-nos da Índia. Foram, porém, derrotados pela armada portuguesa da Índia comandada pelo vice-rei D. Francisco de Almeida.
A vitória portuguesa revelou-se crítica: a grande aliança muçulmana foi totalmente desfeita, facilitando assim a estratégia portuguesa de controlar a navegação no Oceano Índico e desviar o comércio entre a Índia e a Europa pela Rota do Cabo, evitando assim as rotas dominadas pelos árabes e pelos venezianos, pelo Mar Vermelho e Golfo Pérsico. Portugal conquistou vários pontos-chave no Oceano Índico após a batalha de Diu, incluindo Goa, Colombo, Malaca e Ormuz.
A batalha de Diu foi uma batalha de aniquilamento, semelhante a Lepanto ou Trafalgar e uma das mais importantes da história mundial e naval, pois marca o início do domínio dos mares do Oriente pelos europeus, algo que duraria até à Segunda Guerra Mundial.

### Batalhas de Dabul e Chaul, 1517
Em 1517, uma frota de sete navios de remo comandads por João de Monroi derrotaram uma frota de 15 navios de remo guzerates de Diu, contratada pelo senhor de Maim para atacar a navegação portuguesa, perto de Chaul. Mais tarde, no mesmo ano, o Monroi destroçou outra frota de 14 navios de remo perto de Dabul devido à sua superior artilharia.

## Guerra Luso-Guzerate, 1521-1534

### Batalha de Chaul 1521

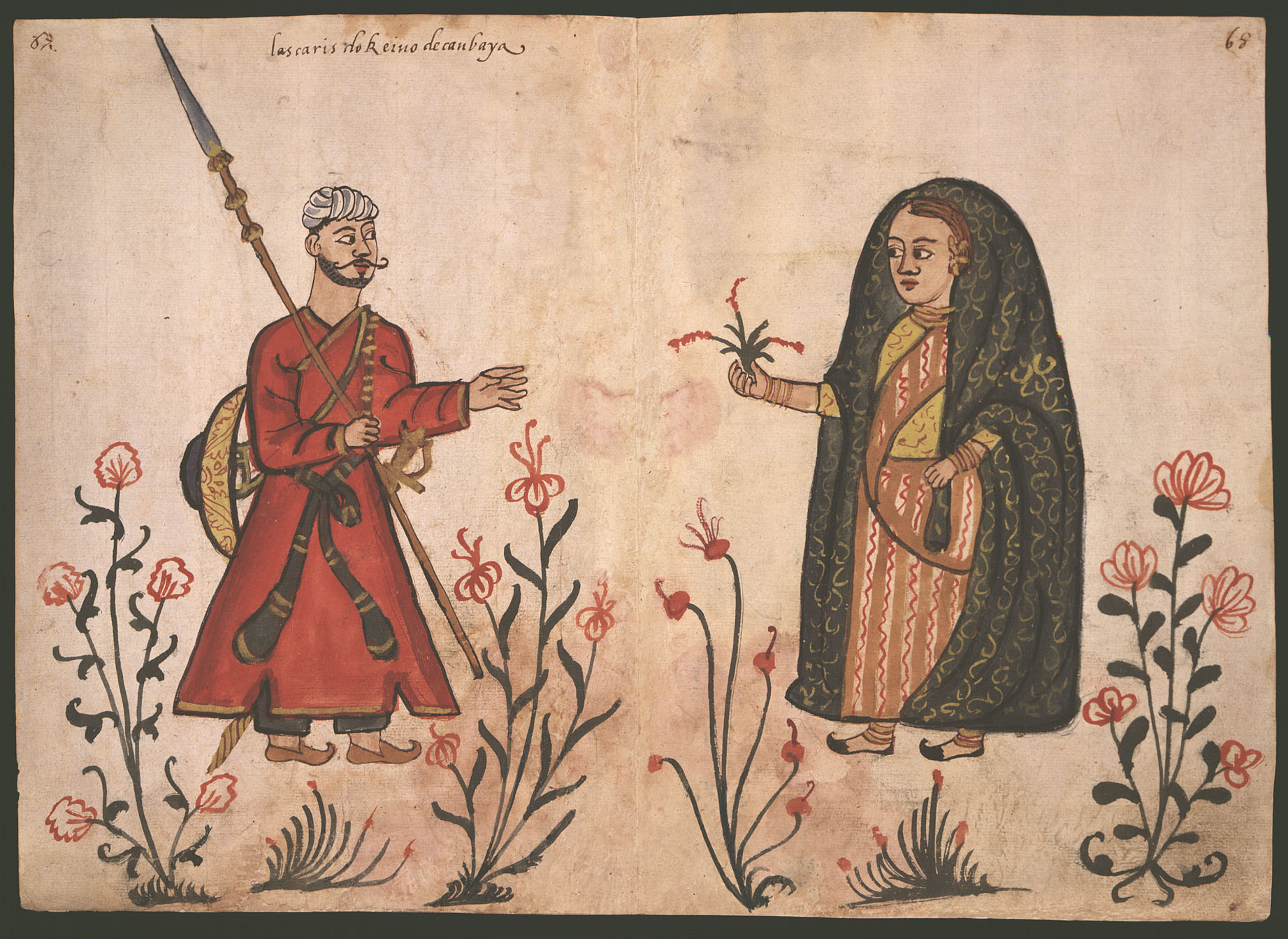
Aguarela portuguesa de um guerreiro guzerate.

Quando os portugueses iniciaram a construção de uma fortaleza em Chaul com o consentimento do sultão de Ahmadnagar, o governador de Diu, Melique Saca despachou 40 a 50 navios a remo comandados por Aga Mamude para impedir a conclusão da obra. O governador da Índia Diogo Lopes de Sequeira mobilizou três galeões, uma caravela e três galés comandadas por D. Aleixo de Meneses e depois um longo combate em Novembro de 1521 Aga Mamude retirou-se em desgraça.

### Campanha do Guzerate, 1529
Em 1529 o governador da Índia Lopo Vaz de Sampaio reuniu uma frota para conquistar Diu, porém, depois de partir de Chaul os portugueses ancoraram ao pé de uma ilha na enseada de Bombaim devido a ventos contrários. O grande capitão Alixá encontrava-se ali perto com uma frota de 68 navios de remo mas retirou-se de imediato. Alixa foi derrotado no rio Nagotana por um destacamento comandado por Heitor da Silveira. Alixá retirou-se depois para uma fortaleza em terra mas Heitor da Silveira desembarcou com 500 homens e devastou a região em redor, regressando com artilharia capturada.

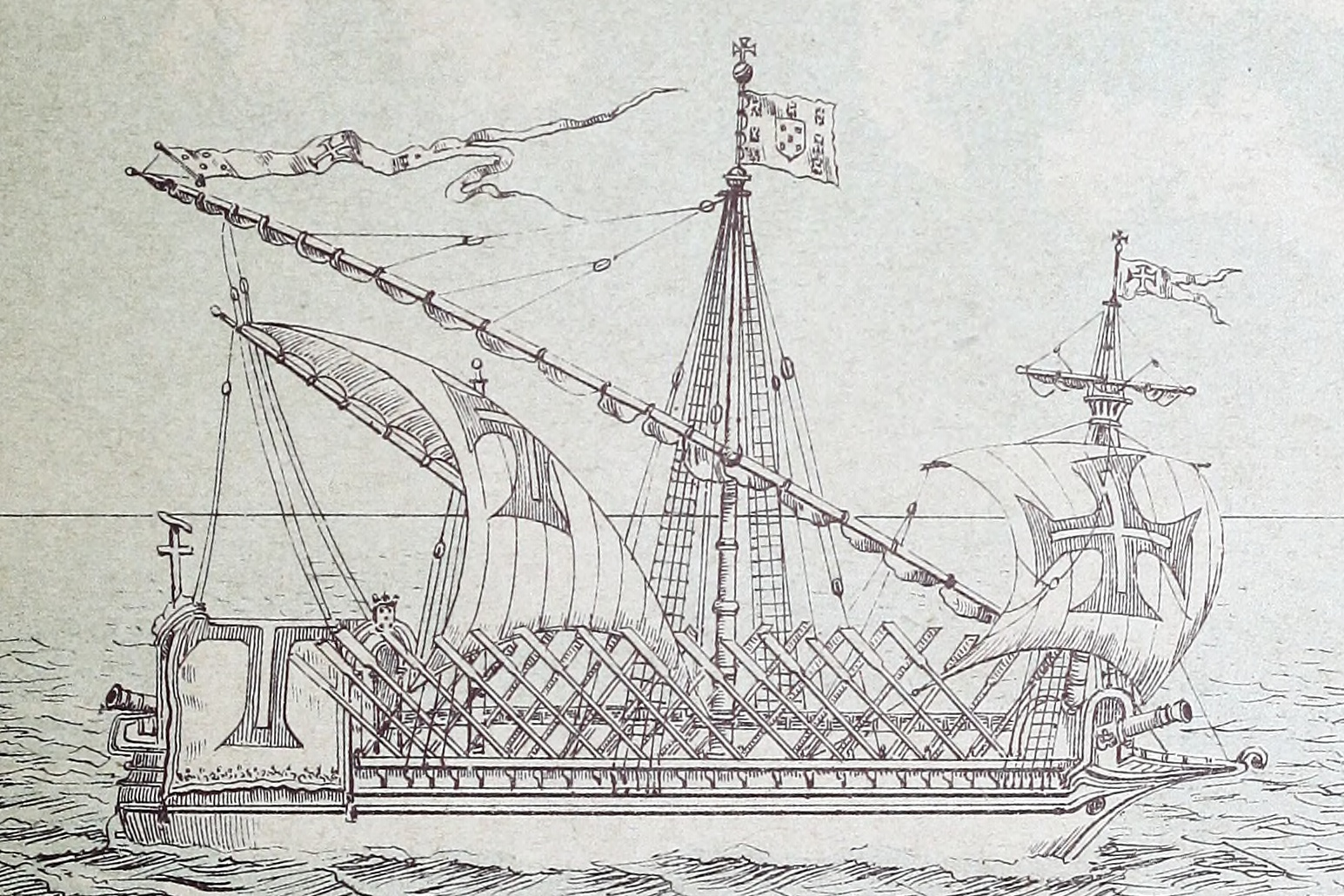
Galé portuguesa na Índia.

Lopo Vaz de Sampaio retirou-se para Goa a 20 de Março mas deixou para trás Heitor da Silveira com 22 navios e 300 homens. O Silveira levou a cabo incursões na ilha de Bombaim e provavelmente nas ilhas em redor também. Os portugueses deram o nome de Ilha da Boa Vida à ilha de Bombaim. Em Baçaim encontraram Alixá bem fortificado e ao comando de 3,500 homens mas a fortificação foi tomada por assalto e a cidade pilhada. Temendo pela sua vida, o senhor de Taná ofereceu 2000 pardaus como tributo a troco de paz, que foi aceite.

### Campanha do Guzerate, 1530
Em 1530, uma esquadra comandada por António da Silveira arrasou Surrate e Reinel, não obstante a resistência oferecida pela sua aguerrida população muçulmana. Surrate seria mais tarde reconstruida e tomaria o lugar de Reinel, sua rival.

### Campanha do Guzerate, 1531

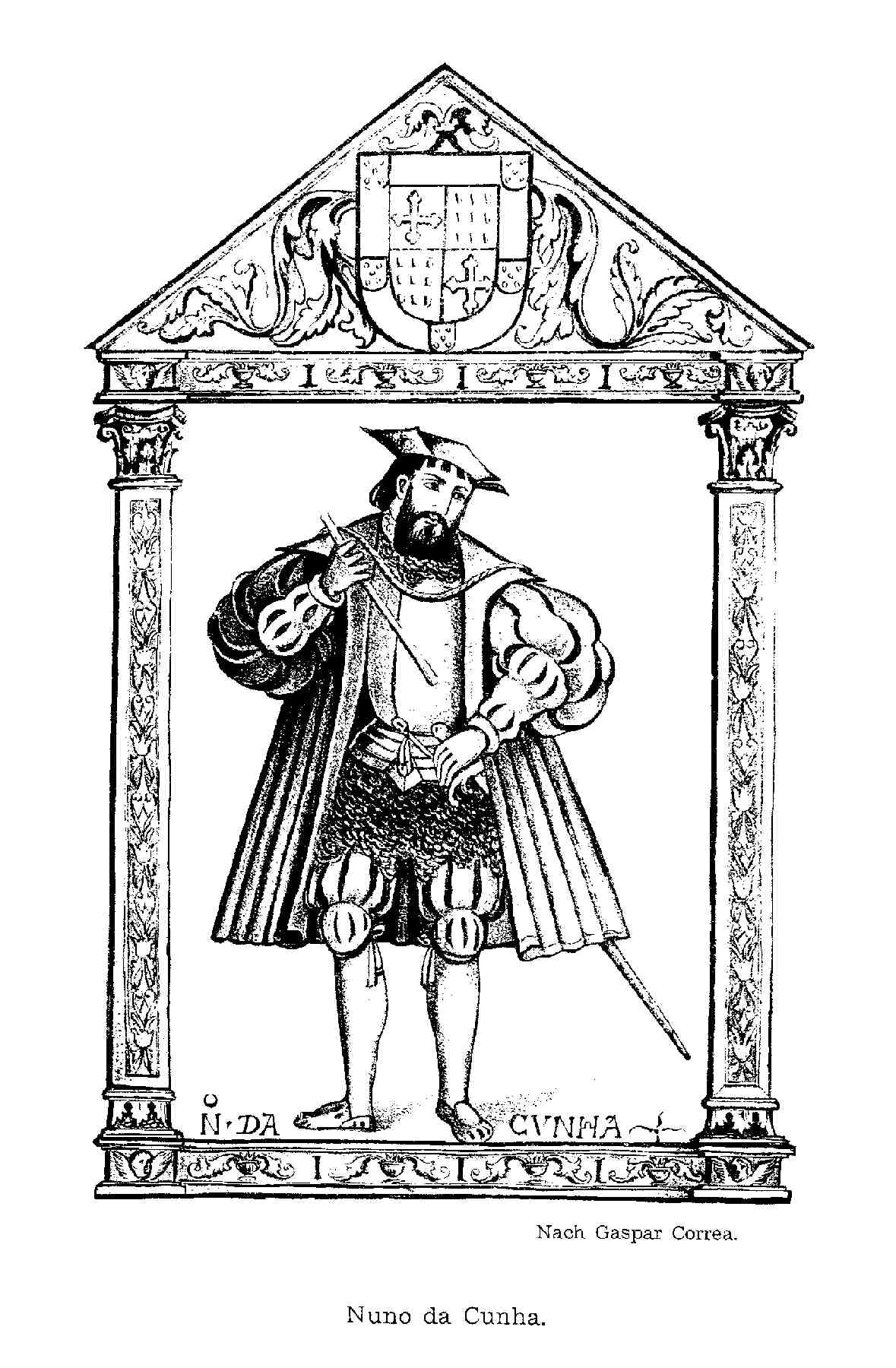
O governador Nuno da Cunha, esboçado por Gaspar Correia.

Em 1531, o governador Nuno da Cunha reuniu uma grande armada que conteria até 400 navios e 30,000 homens, para conquistar a ilha e cidade de Diu.
Na Ilha de Bete combateram contra um destacamento de 800 guerreiros guzerates aquartelados num forte que ali existia e massacraram-nos. A ilha ficaria, doravante, conhecida como "Ilha dos Mortos". Os portugueses sofreram 9 ou 17 mortos e 120 feridos. Partiram depois para Diu mas não lograram penetrar no porto e sofreram 14 baixas. Deveu-se isto em parte devido ao poder de fogo da artilharia otomana empregue por Mustafa Bayram, um perito otomano.
Ainda que Diu tenha sido defendida a vitória foi sol de pouca dura: a ilha foi bloqueada por mar e a armada portuguesa desviada para cidades guzerates mais expostas. Goga, Surrate, Mangalor, Mangrol, Somnath, Baçaim, Tarapur, Quelve, Mahim, Bulsar, Agaçaim, Pate e muitos outros povoados mais pequenos foram atacado e saqueados, alguns nunca mais recuperando destes ataques.

### Campanha do Guzerate, 1532
O governador Nuno da Cunha enviou Diogo da Silveira a atacar Cambaia no verão de 1532 mas pouco havia para fazer quando o Silveira chegou, por terem as regiões costeiras sido abandonadas e encontrarem-se desertas. Mediante pressão do senhor de Diu Melique Tocão, o senhor de Taná recusou-se a pagar um tributo acordado no ano anterior e Taná foi saqueada. Em Abril de 1532 Diogo da Silveira partiu para Chaul.

### Campanha do Guzerate 1533
O governador Nuno da Cunha pretendia bloquear Diu por mar mas como antevia que a cidade de Baçaim pudesse interferir com este plano, partiu a reduzi-la em finais de 1532 com 150 navios e 3000 portugueses, acompanhados por 200 auxiliares canarins. Os portugueses alcançaram Baçaim em Janeiro de 1533 e constatou-se estar a cidade fortemente defendida por 12,000 homens. O governador dividiu os seus soldados em três destacamentos e atacou Baçaim por três lados. Os guzerates perderam o ânimo logo após o primeiro ataque e retiraram-se para a fortaleza da cidade, de que foram expulsos, tendo perdido na batalha 600 homens. Os portugueses capturaram 400 peças de artilharia, muita munição e depois de terem devastado os campos em redor arrasaram a fortaleza de Baçaim.
Manuel de Albuquerque foi depois enviado a atacar Damão. Foi o Albuquerque bem-sucedido e não só atacou Damão como incendiou todas as vilas de Baçaim a Tarapur, regressou com muitos despojos e capturou alguns navios depois de ter reduzido Taná, Bandorá, Mahim e Bombaim ao estatuto de vassalos tributários.

### Campanha do Guzerate, 1534

Bandeira portuguesa naval e de guerra com a Cruz da Ordem de Cristo.

Duas frotas portuguesas alcançaram a Índia em 1534, uma de cinco navios comandada por Martim Afonso de Sousa e outra com 12 navios e 1200 soldados comandada por D. Pedro de Castelo Branco. A Martim Afonso de Sousa foram-lhe dados 40 navios e 500 homens e com eles atacou, novamente, Damão. O comandante de Damão incendiou a sua cidade e retirou-se para a fortaleza da cidade mas esta fortificação foi tomada pelos portugueses, a maioria dos defensores mortos e o forte arrasado depois.
Em 1534, o sultão Badur de Cambaia assinou o Tratado de Baçaim com o governador Nuno da Cunha, mediante o qual concedia aos portugueses o território de Baçaim, que incluía Bombaim. No ano seguinte os portugueses foram autorizados a construir uma fortaleza em Diu.

## Guerra Luso-Guzerate 1537-1539
O sultão Badur de Guzerate encontrava-se sob ameaça do imperador Humayun e permitiu aos portugueses construírem uma fortaleza em Diu em troca de ajuda militar contra os mogores, bem como de asilo, caso o seu reino fosse totalmente conquistado. Os portugueses tomaram posse de Gogolá, perto de Diu, e construíram a fortaleza de Diu.
Afastada a ameaça mogor, o sultão Badur tentou negociar a retirada dos portugueses mas a 13 de Fevereiro de 1537 afogou-se durante as negociações em circunstâncias pouco claras.
Morto o Badur, os portugueses tentaram interferir a fundo na política de Cambaia e colocaram no trono um sultão-fantoche, Muhammad Zaman Mirza, que aceitou um tratado ditado pelos portugueses e concedeu-lhes grandes somas de dinheiro. O sultão foi, porém, deposto pouco depois pelos apoiantes de Mamude III.

### Cerco de Diu, 1538

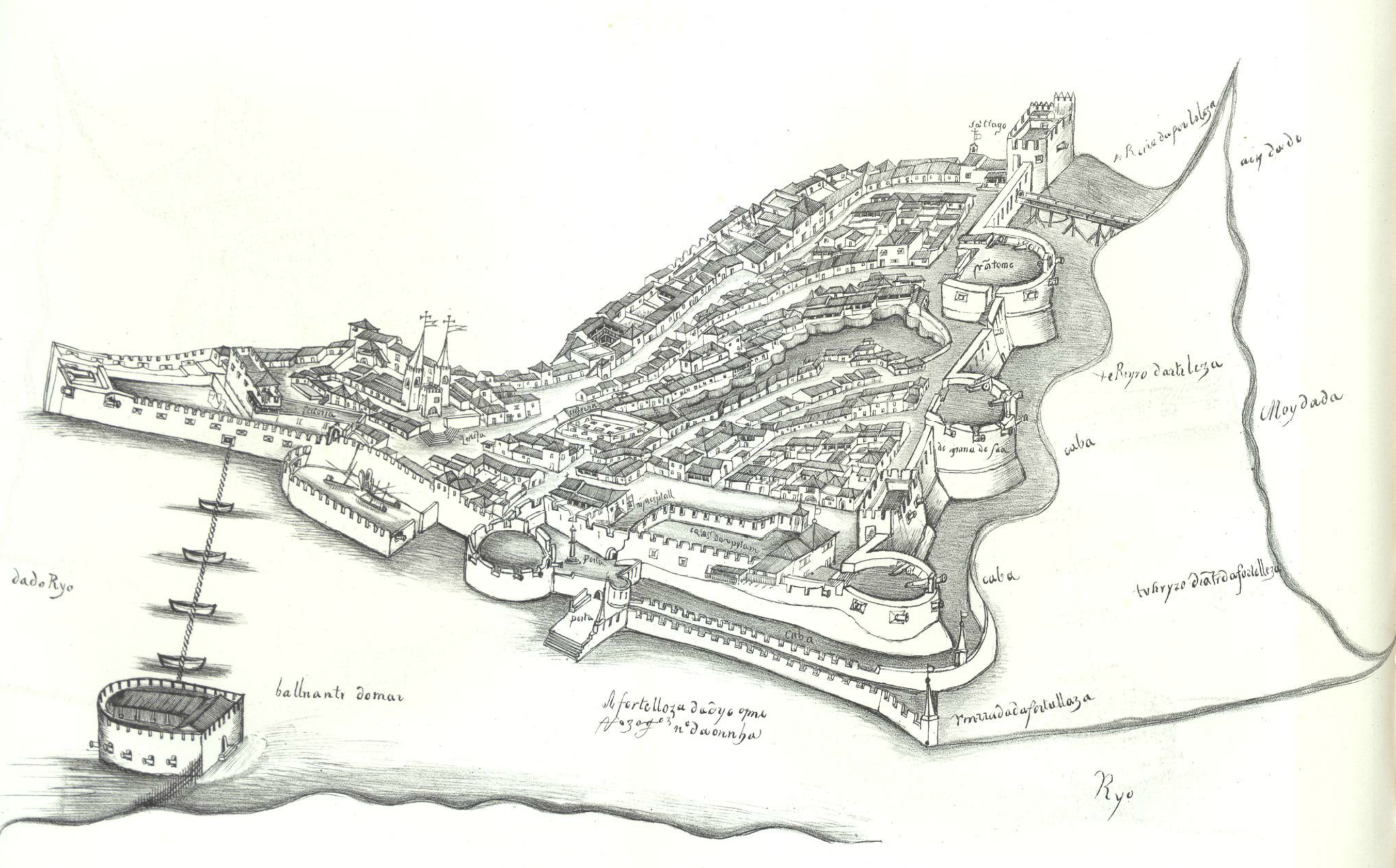
A fortaleza de Diu, esboçada por Gaspar Correia.

O sultão Badur havia apelado por ajuda militar contra os portugueses aos Otomanos antes de morrer, coisa que deu origem à expedição de 1538. Mediante ordens de Mamude III, um exército comandado por Coge Sofar e ajudado por uma armada comandada pelo governador otomano do Egipto, Mustafá Paxa, tentou conquistar Diu mas os portugueses comandados por António da Silveira resistiram ao assédio de quatro meses. O cerco de Diu é dos mais célebres feitos de armas da história de Portugal.

### Cerco de Baçaim, 1538
Ao mesmo tempo que Diu se encontrava sob cerco, os guzerates sitiaram a fortaleza de Baçaim. O capitão de Baçaim, Rui Lourenço de Távora enviou um aviso ao governador da Índia e este enviou-lhe um galeão, quatro barcas e 400 soldados de reforço, comandados por Tristão de Ataíde. Ao chegarem, os portugueses atacaram a hoste guzerate e obrigaram-nos a retirarem-se para uma ilha vizinha, na qual foram rodeados e destruídos. Ao saberem da derrota em Diu, os guzerates cessaram os seus ataques contra os portugueses.

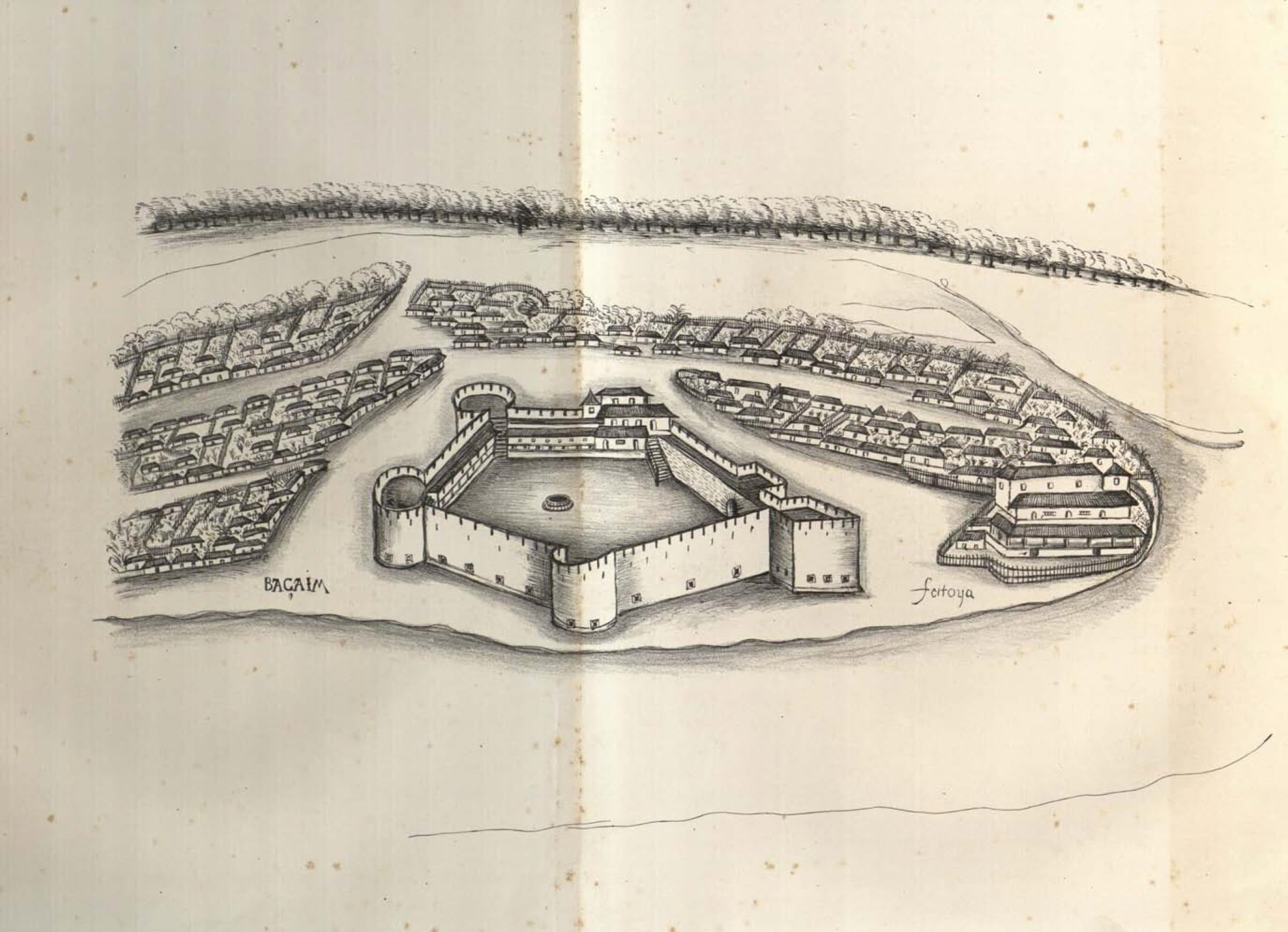
Esboço da fortaleza de Baçaim, por Gaspar Correia.

A 26 de Fevereiro de 1539, o novo governador da Índia, D. Garcia de Noronha, assinou um tratado de paz com Cambaia, tendo Coja Sofar como mediador e entre outras coisas estipulava o dito que duas fortalezas que os portugueses haviam construído em Diu e sido destruídas aquando do cerco não seriam reconstruídas e as rendas da alfândega seriam repartidas entre o sultão de Guzerate e os portugueses.

## Guerra Luso-Guzerate 1546-1549
A divisão das rendas da alfândega de Diu entre Portugal e Cambaia era fonte de constantes atritos e tensão entre as duas partes envolvidas. Para além do mais, o senhor de Surrate, Coge Sofar, competia com os portugueses e muitas vezes tentava evadir-se ao controlo e fiscalização dos mares dos portugueses, enviando navios mercantes fortemente armados sem cartaz. Tornou-se o campeão dos mercadores guzerates, pois a sua própria riqueza dependia da prosperidade do comércio deles, mais do que de receitas fundiárias.

### Cerco de Diu, 1546

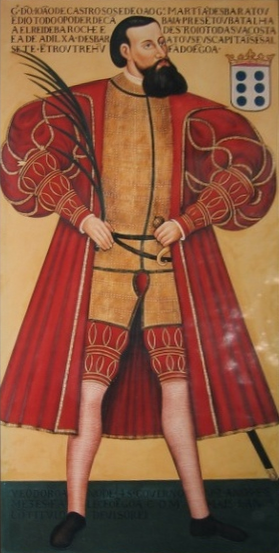
O governador D. João de Casto.

Coge Sofar sitiou novamente a fortaleza de Diu para tentar arrebatar a ilha aos portugueses. O assédio durou sete meses de 20 de Abril de 1546 a 10 de Novembro de 1546.
O cerco terminou quando chegou a Diu uma armada portuguesa comandada em pessoa pelo governador D. João de Castro, que atacou o acampamento dos sitiantes e destroçou-os numa batalha campal em frente à fortaleza. Coge Sofar e o seu filho, Rumecão, morreram os dois durante o cerco.
O governador recusou as propostas de paz que lhe foram feitas em Dezembro de 1546 e mandou atacar a costa Guzerate. Goga, Surrate, Reinel e Damão foram novamente atacadas por esquadras portuguesas.

### Campanha do Guzerate, 1547
Depois do cerco de Diu de 1546, o governador da Índia enviou Jorge de Meneses com 10 navios a remo e 600 homens para bloquear a costa de Diu e apresar quaisquer navios que encontrasse a transportar provisões. Sabedor, por via de alguns pescadores que a cidade de Baroche se encontrava mal defendida, decidiu levar a cabo um audaz ataque nocturno e logrou escalar as suas muralhas e saqueá-la. Os portugueses depois atacaram os campos e vilas em redor. Na sequência deste ataque Jorge de Meneses adoptou o apelido "Baroche".
Devido à cessação do rico tráfego naval com o Guzerate devido à guerra, o governador D. João de Castro foi alvo de forte oposição em Goa. O rajá de Cananor, os cidadãos de Goa e o destacado fidalgo D. Francisco de Lima insistiram com o governador para que negociasse a paz e foi selada em Janeiro de 1549.

## Guerra Luso-Guzerate 1554-1559
Temendo novo ataque guzerate e otomano contra Diu, em 1554, os portugueses anexaram a ilha de Diu e no ano seguinte assumiram controlo da alfândega. Em 1556, os portugueses tomaram a grande fortaleza roqueira de Asserim e a importante vila de Manor nas margens do Rio Vaitarna..

### Campanha do Guzerate, 1559
A cidade de Damão foi capturada pelo governador D. Constantino de Bragança para reforçar as defesas de Baçaim. Uma frota a patrulhar o Golfo de Cambaia entre Damão e Diu seria, para além do mais, mais eficaz do que entre Baçaim e Diu.
O senhor de Damão, Cid Bofetá, mobilizou 4000 homens para defender o seu território, porém abandonou a cidade e retirou-se para um acampamento fortificado no interior ao chegar a armada portuguesa, que contabilizava 100 navios e 3000 soldados. Cid Bofetá foi depois desbaratado por António Moniz Barreto, que conquistou o acampamento num ataque nocturno com 500 homens e D. Pedro de Almeida conquistou a vila de Bulsar com 150 cavaleiros e 150 peões.

## Consequências

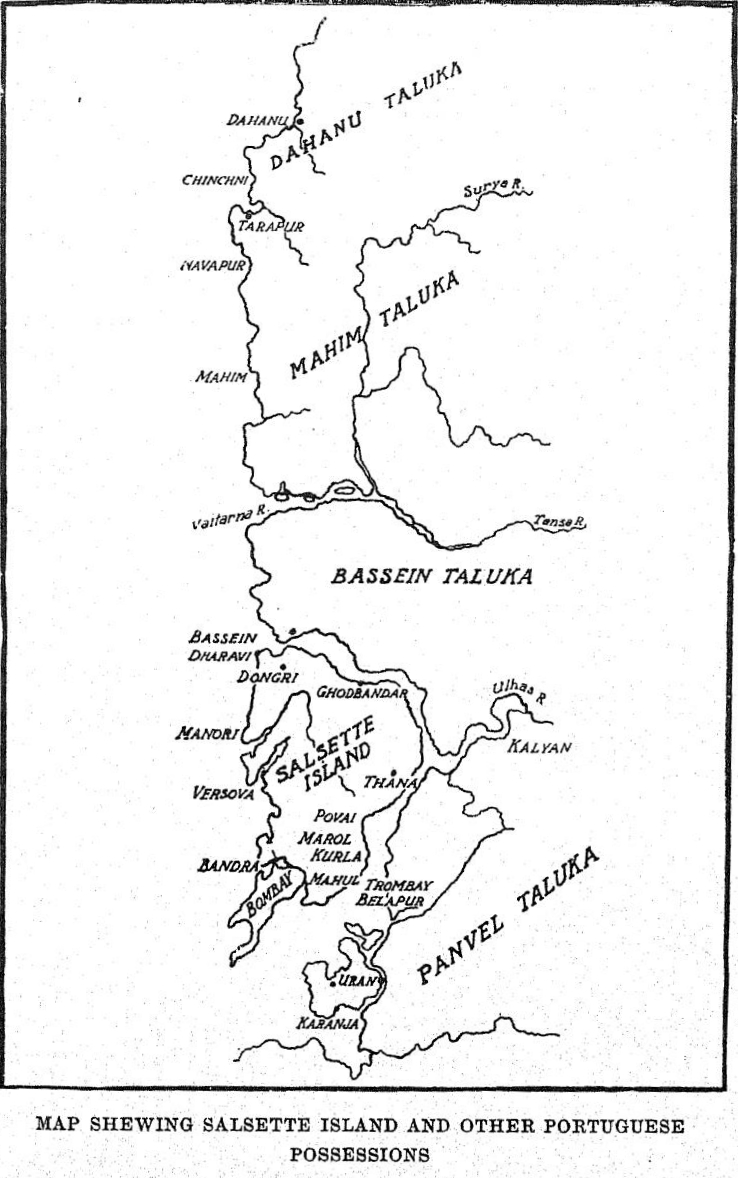
Território português no Guzerate.

Conquistada Baçaim em 1534 e Diu em 1535, o controlo português sobre o Golfo de Cambaia tornou-se mais eficaz com a conquista de Damão, tornando assim muito mais difícil a navios mercantes navegar sem cartaz, ao passo que a invencibilidade das armadas portuguesas eventualmente convenceram os guzerates a aceitar o novo sistema. O domínio do golfo pelos portugueses foi, assim, totalmente alcançado.
Os herdeiros de Badur viram-se envolvidos em guerra-civil até que o Guzerate foi conquistado pelos mogores em 1573.
Damão e Diu ficariam na posse de Portugal durante 402 anos, até 1961.